# FGF18
El factor de crecimiento de fibroblastos 18 es una proteína que en humanos está codificada por el gen FGF18.
La proteína codificada por este gen es miembro de la familia del factor de crecimiento de fibroblastos (FGF). Los miembros de la familia FGF son fundamentales para las actividades mitogénicas y de supervivencia celular, y están involucrados en una variedad de procesos biológicos, que incluyen desarrollo embrionario, crecimiento celular, morfogénesis, reparación de tejido y crecimiento tumoral. Se ha demostrado con investigaciones in vitro que esta proteína es capaz de inducir el crecimiento de neuritas en las células PC12. FGF18 envía señales a través del receptor del factor de crecimiento de fibroblastos FGFR3 para promover la condrogénesis y se ha demostrado que causa engrosamiento del cartílago en un modelo murino de osteoartritis, y su versión recombinante (sprifermin) se encuentra en ensayo clínico como posible tratamiento para la osteoartritis. Los estudios de proteínas similares en ratones y pollos sugirieron que esta proteína es un factor de crecimiento pleiotrópico que estimula la proliferación en varios tejidos, principalmente del hígado y el intestino delgado. Los estudios knockout de un gen similar en ratones implicaron el papel de esta proteína en la regulación de la proliferación y diferenciación de las estructuras cerebelosas de la línea media.